# Huntington (New York)
Huntington ist eine Stadt (Town) im Suffolk County an der Nordküste der Insel Long Island, direkt an der Grenze zum Nassau County. Die Stadt wurde erstmals im Jahre 1653 besiedelt. Huntington gehört zum Großraumbereich der New York Metropolitan Area. Nach den statistischen Angaben des Jahres 2010 hatte die Stadt 203.264 Einwohner.

## Geschichte
Am 2. April 1653 kauften Richard Holbrook, Robert Williams und Daniel Whitehead von der Oyster Bay eine Landparzelle von Raseokan, Sachem des Matinecock Stammes. Diese Landparzelle ist heute auch als „the First Purchase“ (dt.: Der erste Kauf) bekannt. Die Leute der Oyster Bay übergaben das Land sofort an eine Gruppe weißer Männer, die sich bereits innerhalb dieses Gebietes angesiedelt hatten. Die Parzelle „der erste Kauf“ wurde im Westen vom Cold Spring Harbor, im Osten vom Northport Harbor, im Süden von der heute Old Country Road genannten Straße und im Norden vom Long Island Sound begrenzt. Im Laufe der Zeit wurden von den einheimischen Indianern weitere Landstücke erworben, die Stadtgrenze wurde ungefähr bis zum Long Island Sound im Norden und bis zur Great South Bay im Süden und von der Oyster Bay im Westen bis zur Smithtown und Islip im Osten ausgedehnt. Im Jahr 1872 wurde ein Teil der Stadt aufgegeben, der daraufhin die neue Stadt Babylon bildete.
Die meisten der frühen Siedler in Huntington waren Engländer, die über Massachusetts und Connecticut einwanderten. Sie hatten daher ein besseres Verhältnis zu den Einwohnern der Neu-England-Staaten als zu ihren holländischen Nachbarn in Neu-Amsterdam im Westen. Bei einer Abstimmung in der Stadt im Jahr 1660 wurde in der Tat beschlossen, sich der Rechtsprechung von Connecticut anzuschließen, um einen gewissen Schutz vor den Holländern zu erhalten.
Wie in Neu-England üblich, war in Huntington die Stadtversammlung die erste Form der Regierung. Die freien Männer des Ortes versammelten sich bei Bedarf, um das im Eigentum der Stadt befindliche Land zu verteilen, Konflikte zu lösen, Weidegründe auf stadteigenem Land zu verteilen, Lehrer einzustellen oder jemanden zu bestimmen, der die öffentliche Ordnung aufrecht oder die Wege in Ordnung hielt und zur Lösung aller anderen Angelegenheiten, die die Stadt als Ganzes betrafen. Die Bürger der Stadt hatten schon kurz nach der Stadtgründung ein Interesse daran, die Schulbildung auf diese Weise zu regeln. Die Stadtversammlung vom 11. Februar 1657 beschloss, Jonas Houldsworth als ersten Schulleiter einzustellen. 1660 stimmte man dem Bau eines Schulhauses zu.

## Öffentlicher Nahverkehr
Die Long Island Rail Road betreibt Vorortzüge, die auf dem Weg von New York City nach Port Jefferson in Huntington halten. Der Bahnhof befindet sich südlich des Huntington Village. Außerdem wird die Stadt durch mehrere Buslinien von Suffolk County Transit erschlossen. Von 1890 bis 1927 verkehrte die Straßenbahn Huntington–Amityville.

## Söhne und Töchter der Stadt
- Chris Algieri (* 1984), Profiboxer
- Samuel Aronson (* 1942), experimenteller Elementarteilchenphysiker
- Kenny Atkinson (* 1967), Basketballspieler und -trainer
- Jaimie Branch (1983–2022), Jazz- und Improvisationsmusikerin
- Anthony G. Brown (* 1961), Politiker
- Jon Burr (* 1953), Jazzbassist, Pianist und Komponist
- Buddy Campbell (* 1943), Eisschnellläufer
- Mariah Carey (* 1969), Sängerin
- Wally Cirillo (1927–1977), Jazzpianist
- Oran Coltrane (* 1967), Jazz- und Popmusiker
- Ravi Coltrane (* 1965), Jazzsaxophonist
- Carin Cone (* 1940), Schwimmerin
- Alicia Coppola (* 1968), Schauspielerin
- Kenny Davern (1935–2006), Jazzmusiker
- Richard DeRosa (* 1955), Musiker
- Chris DiMarco (* 1968), Profigolfer
- Adam Ebbin (* 1963), Politiker
- Luke Fattorusso (* 20. Jahrhundert), Schauspieler
- Leroy Grumman (1895–1982), Konstrukteur und Flugzeugbauer
- Mike Haridopolos (* 1970), US-amerikanischer Politiker und Autor
- August Heckscher (1913–1997), Journalist und Autor
- John L. Hennessy (* 1952), Informatiker und Hochschullehrer
- Stacy Herbert (* 1968), Fernsehmoderatorin und Filmproduzentin
- Jenny Kallur (* 1981), schwedische Leichtathletin
- Susanna Kallur (* 1981), schwedische Leichtathletin
- Allie Long (* 1987), Fußballspielerin
- Carey Lowell (* 1961), Filmschauspielerin
- LP (* 1968), Sängerin
- Ralph Macchio (* 1961), Schauspieler
- Todd Neufeld (* 1981), Jazzgitarrist
- Zephaniah Platt (1735–1807), Rechtsanwalt und Politiker
- Randy Rainbow (* 1981), Komiker und Sänger
- Sven Salumaa (* 1966), Tennisspieler
- Matthew Schmidt (* 1974), Filmeditor und Filmproduzent
- Kim Shannon (* 1976), Schauspielerin
- Brandon Sutter (* 1989), Eishockeyspieler
- David Vanderbilt (* 1954), Physiker
- Eliphalet Wickes (1769–1850), Jurist und Politiker
- Bei Huntington: Walt Whitman (1819–1892), Dichter